# راسموس پدرسن
راسموس پدرسن (دانمارکی: Rasmus Pedersen؛ زادهٔ ۹ ژوئیهٔ ۱۹۹۸) دوچرخه‌سوار اهل دانمارک است.
وی در مسابقات کشوری و بین‌المللی در مجموع برندهٔ ۲ مدال طلا، ۱ مدال نقره، ۱ مدال برنز شده‌است.